# Jelušič
Jelušič je priimek v Sloveniji, ki ga je po podatkih Statističnega urada Republike Slovenije na dan 1. januarja 2010 uporabljalo 91 oseb.

## Znani nosilci priimka
- Aleksandra Jelušič (*1976), pesnica, pisateljica, novinarka; oblikovalka, fotografinja (Ptuj)
- Dušan Jelušič (1920-1998), odvetnik, publicist-disident
- Ljubica Jelušič (*1960), obramboslovka, univ. prof., ministrica, političarka
- Maša Jelušič (*1982), dr. varstva okolja, pisateljica kriminalnih romanov
- Nataša Jelušič, višja sodnica